# キャデラック・BLS
BLSは、GMが製造し、キャデラックブランドで販売していた自動車である。

## 概要
2005年のフランクフルトモーターショーで生産モデルが初披露され、翌年より発売開始。キャデラックの国際戦略モデルで、主にヨーロッパ市場向けに開発された車両。サーブと同じくスウェーデン・トロールハッタンで製造されており、アメリカ、日本へは未導入である。
デザインはGMのデザイン担当副社長、エド・ウェルバーンをリーダーとするチームによって手がけられた。バンパーと一体化したフォグ・ランプ、グリル直下に大きく開口したエアインテークが特徴。また、LEDを使用したテールランプ／ブレーキランプが装備されている。トランクリッドには車幅方向に長く伸びたハイマウントストップランプが装備されており、この部分には成型が施されているため、スポイラーとしての機能も備えている。
インテリアは、3本レザースポーク巻きステアリングホイールと、センタースタック内のアナログ時計が大きな特徴。さらに、BOSE社製の高級オーディオユニット、タッチスクリーン操作のDVDナビゲーションシステム、ハンズフリー通話セット付きBluetoothシステムなどの各種高級装備を備えている。
GMイプシロンプラットフォームを採用しており、エンジンをFFレイアウトで搭載する。エンジンは、1.9Lフィアット製直4ディーゼル（NA：120PS/ターボ：150PS）、2.0LEcotec直4ターボ（210PS）、2.8LV6ターボ（250PS）がラインナップされている。
2007年より、ステーションワゴンがラインナップに追加された。また、同年からサウジアラビア、メキシコ、南アフリカ、韓国でも販売を開始している。
2009年に生産完了・販売終了となったが、2012年に同セグメントを埋める車種としてATSが登場した。